# Pedro Catarino
Pedro Manuel dos Reis Alves Catarino GCC  • MPSD • MPDN • MPCSJ • MPAH (Lisboa, 5 de dezembro de 1941), ou apenas Pedro Catarino, é um diplomata e político português que, entre outras funções, é o actual Representante da República para a Região Autónoma dos Açores desde 2011.

## Biografia
Pedro Catarino é licenciado em Direito pela Universidade de Lisboa, em 1963, tendo ingressado no Ministério dos Negócios Estrangeiros no ano seguinte. Cumpriu o serviço militar obrigatório em Macau, de 1970 a 1972, exercendo paralelamente a advocacia durante esse período.
No âmbito da diplomacia, trabalhou como embaixador de Portugal em Pretória, África do Sul (1967-1969); Cônsul-Geral de Portugal em Hong Kong (1979-1982); embaixador de Portugal no Grupo de Ligação Conjunto sobre o futuro de Macau enquanto Presidente da Comissão Interministerial sobre Macau (1992); e embaixador de Portugal no Estados Unidos (2002-2006). Para além de embaixador, desempenhou também, em 1992, o cargo de Chefe da Delegação portuguesa para a negociação do Acordo das Lajes e de um novo Acordo de Cooperação e Defesa entre Portugal e os Estados Unidos e foi Presidente da Comissão Interministerial sobre as relações político-militares entre Portugal e os Estados Unidos. Assumiu a presidência da Delegação da República Portuguesa na Comissão Paritária da Concordata, celebrada entre Portugal e a Santa Sé, de 2008 a 2011.
Na Organização das Nações Unidas, foi Delegado da Comissão de assuntos jurídicos na Missão Permanente de Portugal, em Nova Iorque (1973); ministro plenipotenciário para o cargo de representante permanente de Portugal, e Presidente do Comité das Credenciais da Assembleia-Geral, sobre a questão de Timor-Leste (1992).
Na OTAN, foi Conselheiro para os Assuntos de Defesa (1974-1979); funcionário civil internacional, Diretor de Operações do Conselho e Presidente do Comité das Operações do Conselho e Exercícios, com responsabilidade pela área de gestão de crises e pela supervisão do Centro de Situação (1983-1992).

## Condecorações
Recebeu as seguintes condecorações ou distinções:

### Nacionais
- Grã-Cruz da Ordem Militar de Cristo (6 de novembro de 1997);
- Medalha de Prata de Serviços Distintos;
- Medalha de Defesa Nacional de 1ª classe;
- Medalha de São Jorge de 1ª classe;
- Medalha de D. Afonso Henriques - Mérito do Exército de 1ª Classe;[5]
- Grã-Cruz da Ordem de S. Miguel da Ala.

### Internacionais
- Grã-Cruz da Ordem Soberana e Militar de Malta (19 de julho de 1995);
- Grã-Cruz da Ordem de Francisco Miranda da Venezuela (28 de abril de 1997).